# Look Sharp Live
"Look Sharp Live" es el título del segundo video-concierto del dúo sueco de música pop Roxette, publicado en formato de VHS publicado en el mes de octubre de 1989. Cuenta con imágenes de un concierto en el Castillo de Borgholm en Borgholm, Suecia, los días 25 y 26 de julio de 1989. La mayoría de las tomas fueron realizadas por un equipo sueco y americano, hasta las tomas aéreas desde helicópteros.

## Producción
Fue estrenada el 2 de octubre de 1989 en formato VHS por EMI y Picture Music International. El metraje fue producido con la filmación de dos conciertos editados en las ruinas del castillo de Borgholm en la isla sueca de Öland, en el mar Báltico, entre el 25 y el 26 de julio de 1989. La película fue dirigida por Doug Freel, mientras que la edición del material estuvo a cargo de Andy Picheta.
El equipo de producción para estos registros contrató dos helicópteros de la Fuerza Aérea Sueca para filmar las tomas aéreas. Con el metraje de esta película se crearon dos videos clips musicales: "Listen to Your Heart" y "Dangerous".
Está incluido como una pista no listada un remix de "The Look", que mezcla la canción con imágenes de dos videos musicales preexistentes dirigidos por Peter Heath: "The Look" y "Dressed for Success".

## Premios
El video-concierto fue certificado como disco de oro por RIAA el 24 de abril de 1990.

## Canciones[10]
1. "The Look"
2. "Dressed for Success"
3. "Dance Away"
4. "Dangerous"
5. "Cry"
6. "Paint"
7. "Silver Blue"
8. "Listen to Your Heart"
9. The Look [Big Red Mix – Bonus]